# Бармен из «Золотого якоря»
«Бармен из „Золотого якоря“» — советский художественный фильм режиссёра Виктора Живолуба по сценарию Ярослава Филиппова, снят на Центральной киностудии детских и юношеских фильмов имени М. Горького в 1986 году.

## Сюжет
Середина 1980-х годов. Бармен портового ресторана «Золотой якорь» подбирает и присваивает себе бумажник, «случайно» обронённый иностранным моряком в его машине, не подозревая, что в результате окажется втянутым в спланированную иностранной разведкой операцию.

## В главных ролях
- Евгений Герасимов — Николай Зверев, бармен в портовом ресторане
- Андрей Ростоцкий — Андрей Корецкий
- Татьяна Догилева — Анна, подруга Зверева; агент иностранной разведки
- Наталья Вавилова — Елена Зверева

## В ролях
- Альгис Матулёнис (в титрах А. Матулионис) — Макс Паттерсон, оперативный агент разведки НАТО
- Юрис Леяскалнс — Корнелий Хаузер
- Юрий Назаров — полковник Кольцов
- Дмитрий Матвеев — подполковник Ильин
- Иосиф Джачвлиани — Гиви
- Олег Шкловский — Флеран, обокраденный моряк
- Олег Ли — стюард

Фильм снимался в Новороссийске, в съёмках использовались интерьеры бара-ресторана «Маяк» на морском вокзале. Ресторан «Золотой якорь» (ныне не существующий) находился в черте города, в километре от порта. В помещении бывшего ресторана «Маяк» сейчас располагается «Служба капитана Новороссийского морского порта».
Начало фильма (эпизод в машине) сняли в Москве, на берегу Царицынского пруда, напротив спасательной станции.

## Музыка
- В фильме использована музыка Раймонда Паулса из мюзикла «Сестра Керри», а в сцене, когда Макс Паттерсон приходит в бар и даёт бармену письмо обокраденного моряка, звучит композиция «A2» из альбома «Дискофония» литовской группы электронной музыки Argo.
- В фильме звучит песня «Оторвись от забот» Андрея Макаревича, нигде более не звучавшая.
- Во время закладки маяка Паттерсоном в запретной зоне звучит фрагмент из рок-оперы «Юнона и Авось» композитора Алексея Рыбникова, которая также звучит в фильме «Через тернии к звёздам» — композиция «Стыковка».

## Съёмочная группа
- Автор сценария — Ярослав Филиппов
- Режиссёр-постановщик — Виктор Живолуб
- Операторы-постановщики: Сергей Онуфриев, Сергей Ткаченко
- Художник-постановщик — Феликс Ростоцкий

## Награды
- 1986 — Премия КГБ СССР